# Gal·likós
El Gal·likós - grec Γαλλικός - és un riu curt de Macedònia Central (Grècia), conegut a l'edat antiga amb el nom d'Equidor (Εχέδωρος) i Gomaropnikhtis (Γομαροπνίχτης) a l'edat mitjana.
El riu Gal·likós neix a Crestònia, a uns 60 km al nord del golf Thermaic i desemboca a uns 10 km a l'oest de Tessalònica, a la mar Egea.
Gallikos o Gallicum era el nom d'una ciutat situada a deu mil passes de Tessalònica vora el lloc per on passava aquest riu, a la via romana que portava a Estobi, segons la Taula de Peutinger. Segurament, quan l'antic nom del riu (Equidor) es va deixar d'utilitzar, el curs d'aigua va agafar el de la ciutat propera.